# Ahmed Mubarak
Ahmed Mubarak (en árabe: أحمد مبارك أحمد عبيد المحيجري‎; Sur, Omán; 23 de febrero de 1985), también conocido como Ahmed Kano, es un futbolista de Omán que juega en la posición de centrocampista y que actualmente milita en el Al-Markhiya SC de la Liga de fútbol de Catar.

## Carrera

### Club
| Periodo   | Club                   |
| --------- | ---------------------- |
| 2000–2005 | Al-Oruba SC            |
| 2004      | → Al-Wahda FC (cedido) |
| 2005      | → Al-Ain FC (cedido)   |
| 2005–2007 | Al-Rayyan              |
| 2007–2009 | Al-Sailiya SC          |
| 2009–2010 | Al-Ahli Jeddah         |
| 2010–2011 | Al-Fateh SC            |
| 2011      | → Dubai CSC (cedido)   |
| 2011–2012 | Al-Nasr                |
| 2012–2013 | Al-Ettifaq             |
| 2013–2014 | Fanja SC               |
| 2014–2015 | Al-Oruba SC            |
| 2015–2016 | Muaither SC            |
| 2016–2017 | Al-Markhiya SC         |
| 2017–2019 | Al-Mesaimeer SC        |
| 2019–     | Al-Markhiya SC         |

### Selección nacional
Jugó para Omán de 2003 a 2019 con la que anotó 23 goles en 180 partidos, la cual es la mayor cantidad de apariciones con la selección nacional.
Participó en ocho ediciones de la Copa de Naciones del Golfo, donde fue campeón en la edición de 2017 y fue elegido como el mejor jugador del torneo. También participó en la Copa Asiática de 2004, 2007, 2015 y 2019.

## Estadísticas

### Partidos con selección
| Selección | Año   | Apariciones | Goles |
| --------- | ----- | ----------- | ----- |
| Omán      | 2003  | 6           | 1     |
| Omán      | 2004  | 17          | 3     |
| Omán      | 2005  | 0           | 0     |
| Omán      | 2006  | 6           | 0     |
| Omán      | 2007  | 14          | 1     |
| Omán      | 2008  | 14          | 1     |
| Omán      | 2009  | 12          | 0     |
| Omán      | 2010  | 10          | 0     |
| Omán      | 2011  | 11          | 3     |
| Omán      | 2012  | 8           | 2     |
| Omán      | 2013  | 13          | 0     |
| Omán      | 2014  | 13          | 2     |
| Omán      | 2015  | 14          | 2     |
| Omán      | 2016  | 5           | 1     |
| Omán      | 2017  | 9           | 4     |
| Omán      | 2018  | 12          | 0     |
| Omán      | 2019  | 16          | 3     |
| Total     | Total | 180         | 23    |

### Goles con selección
| N.º | Fecha      | Sede                                                            | Rival                  | Gol | Resultado | Torneo                                               |
| --- | ---------- | --------------------------------------------------------------- | ---------------------- | --- | --------- | ---------------------------------------------------- |
| 1   | 31-12-2003 | Al-Sadaqua Walsalam Stadium, Adiliya, Kuwait City, Kuwait       | Emiratos Árabes Unidos | 1–0 | 2–0       | Copa de Naciones del Golfo de 2003                   |
| 2   | 31-3-2004  | Jawaharlal Nehru Stadium, Kochi, India                          | India                  | 2–1 | 5–1       | Clasificación para la Copa Mundial de Fútbol de 2006 |
| 3   | 31-3-2004  | Jawaharlal Nehru Stadium, Kochi, India                          | India                  | 3–1 | 5–1       | Clasificación para la Copa Mundial de Fútbol de 2006 |
| 4   | 1-12-2004  | Bahrain National Stadium, Manama, Baréin                        | Letonia                | 1–0 | 3–2       | Amistoso                                             |
| 5   | 28-6-2007  | Jurong West Sports and Recreation Centre, Singapur              | Corea del Norte        | 1–2 | 2–2       | Amistoso                                             |
| 6   | 7-6-2008   | Royal Oman Police Stadium, Mascate, Omán                        | Japón                  | 1–0 | 1–1       | Clasificación para la Copa Mundial de Fútbol de 2010 |
| 7   | 29-3-2011  | Seeb Stadium, Seeb, Omán                                        | Túnez                  | 1–0 | 2–1       | Amistoso                                             |
| 8   | 29-3-2011  | Seeb Stadium, Seeb, Omán                                        | Túnez                  | 2–1 | 2–1       | Amistoso                                             |
| 9   | 28-7-2011  | Thuwunna Stadium, Rangún, Myanmar                               | Birmania               | 2–0 | 2–0       | Clasificación para la Copa Mundial de Fútbol de 2014 |
| 10  | 16-10-2012 | Sultan Qaboos Sports Complex, Mascate, Omán                     | Jordania               | 1–0 | 2–1       | Clasificación para la Copa Mundial de Fútbol de 2014 |
| 11  | 14-11-2012 | Sultan Qaboos Sports Complex, Mascate, Omán                     | Japón                  | 1–1 | 1–2       | Clasificación para la Copa Mundial de Fútbol de 2014 |
| 12  | 27-5-2014  | Bunyodkor Stadium, Taskent, Uzbekistán                          | Uzbekistán             | 1–0 | 1–0       | Amistoso                                             |
| 13  | 17-11-2014 | Prince Faisal bin Fahd Stadium, Riad, Arabia Saudita            | Irak                   | 1–1 | 1–1       | Copa de Naciones del Golfo de 2014                   |
| 14  | 2-10-2015  | Sultan Qaboos Sports Complex, Mascate, Omán                     | Siria                  | 2–0 | 2–1       | Amistoso                                             |
| 15  | 13-10-2015 | Sultan Qaboos Sports Complex, Mascate, Omán                     | India                  | 1–0 | 3–0       | Clasificación para la Copa Mundial de Fútbol de 2018 |
| 16  | 24-3-2016  | Sultan Qaboos Sports Complex, Mascate, Omán                     | Guam                   | 1–0 | 1–0       | Clasificación para la Copa Mundial de Fútbol de 2018 |
| 17  | 28-3-2017  | Sultan Qaboos Sports Complex, Mascate, Omán                     | Bután                  | 2–0 | 14–0      | Clasificación para la Copa Asiática 2019             |
| 18  | 13-6-2017  | Faisal Al-Husseini International Stadium, Al-Ram, Palestina     | Palestina              | 1–2 | 1–2       | Clasificación para la Copa Asiática 2019             |
| 19  | 10-10-2017 | National Football Stadium, Malé, Maldivas                       | Maldivas               | 3–1 | 3–1       | Clasificación para la Copa Asiática 2019             |
| 20  | 25-12-2017 | Jaber International Stadium, Kuwait City, Kuwait                | Kuwait                 | 1–0 | 1–0       | Copa de Naciones del Golfo de 2017                   |
| 21  | 2-1-2019   | Sheikh Zayed Cricket Stadium, Abu Dhabi, Emiratos Árabes Unidos | Tailandia              | 1–0 | 2–0       | Amistoso                                             |
| 22  | 17-1-2019  | Mohammed bin Zayed Stadium, Abu Dhabi, Emiratos Árabes Unidos   | Turkmenistán           | 1–0 | 3–1       | Copa Asiática 2019                                   |
| 23  | 20-3-2019  | Bukit Jalil National Stadium, Kuala Lumpur, Malasia             | 2013                   | 1–0 | 5–0       | Copa Airmarine 2019                                  |
| 24  | 28-8-2019  | Sultan Qaboos Sports Complex, Mascate, Omán                     | Yemen                  | 1–0 | 1–0       | Amistoso                                             |

## Logros

### Club
- Al-Oruba

- Omani League (1): 2001–02
- Sultan Qaboos Cup (1): 2001
- Oman Super Cup (2): 2000, 2002

- Al-Ain

- UAE President's Cup (1): 2005
- UAE Federation Cup (1): 2005

- Al-Rayyan

- Emir of Qatar Cup (1): 2006

- Fanja

- Sultan Qaboos Cup (1): 2013

### Selección nacional
- Copa de Naciones del Golfo (1): 2017

### Individual
- Mejor jugador de la Copa de Naciones del Golfo de 2017.